# オースティン・マーティン
クリストファー・オースティン・マーティン（Christopher Austin Martin, 1999年3月23日 - ）は、アメリカ合衆国フロリダ州ボルーシャ郡デランド出身のプロ野球選手（遊撃手、三塁手、外野手）。右投右打。MLBのミネソタ・ツインズ所属。

## 経歴

### プロ入り前
2017年のMLBドラフト37巡目（全体1122位）でクリーブランド・インディアンスから指名されたが、ヴァンダービルト大学へ進学した。
初年度の2018年は59試合に出場して打率.338、1本塁打、19打点、22盗塁を記録した。
2年目の2019年は65試合に出場して打率.392、10本塁打、46打点、18盗塁を記録した。また、メンズ・カレッジ・ワールドシリーズでの優勝を経験した。この年はアメリカ合衆国大学代表入りし、第43回日米大学野球選手権大会にも参加した。
3年目の2020年は16試合に出場して打率.377、3本塁打、11打点、3盗塁を記録した。

### プロ入りとブルージェイズ傘下時代
2020年のMLBドラフトでは、1巡目（全体5位）でトロント・ブルージェイズから指名され、7月8日に契約を結んだ（契約金は約700万ドル）。

### ツインズ時代
2021年7月30日にホセ・ベリオスとのトレードで、シメオン・ウッズ・リチャードソンと共にミネソタ・ツインズに移籍した。
2024年3月30日に負傷者リスト入りしたロイス・ルイスに代わりアクティブ・ロースター入りした。

## 詳細情報

### 年度別打撃成績
| 年 度    | 球 団    | 試 合 | 打 席 | 打 数 | 得 点 | 安 打 | 二 塁 打 | 三 塁 打 | 本 塁 打 | 塁 打 | 打 点 | 盗 塁 | 盗 塁 死 | 犠 打 | 犠 飛 | 四 球 | 敬 遠 | 死 球 | 三 振 | 併 殺 打 | 打 率 | 出 塁 率 | 長 打 率 | O P S |
| -------- | -------- | ----- | ----- | ----- | ----- | ----- | -------- | -------- | -------- | ----- | ----- | ----- | -------- | ----- | ----- | ----- | ----- | ----- | ----- | -------- | ----- | -------- | -------- | ----- |
| 2024     | MIN      | 93    | 257   | 233   | 41    | 59    | 18       | 1        | 1        | 82    | 16    | 7     | 3        | 2     | 0     | 20    | 0     | 2     | 47    | 4        | .253  | .318     | .352     | .670  |
| MLB：1年 | MLB：1年 | 93    | 257   | 233   | 41    | 59    | 18       | 1        | 1        | 82    | 16    | 7     | 3        | 2     | 0     | 20    | 0     | 2     | 47    | 4        | .253  | .318     | .352     | .670  |

- 2024年度シーズン終了時

### 年度別守備成績
| 年 度 | 球 団 | 二塁（2B） | 二塁（2B） | 二塁（2B） | 二塁（2B） | 二塁（2B） | 二塁（2B） | 左翼（LF） | 左翼（LF） | 左翼（LF） | 左翼（LF） | 左翼（LF） | 左翼（LF） | 中堅（CF） | 中堅（CF） | 中堅（CF） | 中堅（CF） | 中堅（CF） | 中堅（CF） |
| 年 度 | 球 団 | 試 合      | 刺 殺      | 補 殺      | 失 策      | 併 殺      | 守 備 率   | 試 合      | 刺 殺      | 補 殺      | 失 策      | 併 殺      | 守 備 率   | 試 合      | 刺 殺      | 補 殺      | 失 策      | 併 殺      | 守 備 率   |
| ----- | ----- | ---------- | ---------- | ---------- | ---------- | ---------- | ---------- | ---------- | ---------- | ---------- | ---------- | ---------- | ---------- | ---------- | ---------- | ---------- | ---------- | ---------- | ---------- |
| 2024  | MIN   | 14         | 15         | 19         | 0          | 3          | 1.000      | 40         | 47         | 1          | 0          | 0          | 1.000      | 40         | 77         | 0          | 1          | 0          | .987       |
| MLB   | MLB   | 14         | 15         | 19         | 0          | 3          | 1.000      | 40         | 47         | 1          | 0          | 0          | 1.000      | 40         | 77         | 0          | 1          | 0          | .987       |

- 2024年度シーズン終了時

### 背番号
- 82（2024年）
- 16（2025年 - ）

### 代表歴
- 第43回日米大学野球選手権大会 アメリカ合衆国代表（2019年）